# Сан Витале II (Беневенто)
Сан Витале II је насеље у Италији у округу Беневенто, региону Кампанија.
Према процени из 2011. у насељу је живело 85 становника. Насеље се налази на надморској висини од 247 м.